# New Divide
New Divide è un singolo del gruppo musicale statunitense Linkin Park, pubblicato il 18 maggio 2009 come unico estratto dalla colonna sonora Transformers: Revenge of the Fallen - The Album.

## Antefatti
Il brano What I've Done era stato incluso nella colonna sonora del primo film di Transformers e nel rispettivo trailer. A differenza di quest'ultimo brano, New Divide è stata composta appositamente per il film. Mike Shinoda ha menzionato per la prima volta New Divide (senza rivelarne il titolo) il 28 marzo 2009, affermando:
 Il 24 aprile Shinoda ha rivelato che il gruppo avrebbe lavorato con il compositore Hans Zimmer, scrivendo varie interpretazioni di New Divide impiegate come elementi tematici per il film.

## Promozione
New Divide è stato pubblicato inizialmente il 18 maggio 2009 per il download digitale sull'iTunes Store, a cui ha fatto seguito un pacchetto digitale costituito dalla versione strumentale e a cappella del brano e pubblicato il 6 giugno.
Il 19 giugno dello stesso anno, è stata pubblicata anche la versione su CD, oltre anche a un EP digitale pubblicato sull'iTunes Store; Nel mese di ottobre è stata pubblicata esclusivamente sull'iTunes Store statunitense anche una versione dal vivo del brano, la quale è stata successivamente inserita nel 2010 come [b-side del CD singolo di The Catalyst e come bonus track giapponese del quarto album in studio A Thousand Suns. La versione in studio di New Divide è stata inoltre inserita come b-side del singolo di Iridescent (2011).
La colonna sonora curata da Steve Jablonsky, Transformers: Revenge of the Fallen - The Score, contiene una traccia intitolata Nest, la quale è caratterizzata da alcuni estratti strumentali di New Divide.
Il 4 settembre 2012, New Divide, insieme a Breaking the Habit, Shadow of the Day e Burn It Down, è stata inclusa nel pacchetto digitale "Linkin Park Pack 02" del videogioco musicale Rock Band 3.

## Video musicale
Il video, diretto dal DJ della band Joe Hahn e girato a Los Angeles in un set che ricorda una grotta egiziana, venne trasmesso il 12 giugno dal Myspace ufficiale della band e mostra scene della band che esegue il brano che vengono distorte trasformandosi in alcune sequenze del film.

## Tracce
CD promozionale (Europa, Giappone, Stati Uniti)
1. New Divide – 4:31

CD (Europa), download digitale
1. New Divide – 4:28
2. New Divide (Instrumental) – 4:29
3. New Divide (A Cappella) – 3:56

Download digitale – Alternate Versions
1. New Divide (Instrumental Version) – 4:29
2. New Divide (A Cappella Version) – 3:56

Download digitale – versione dal vivo
1. New Divide (Live) – 4:54

## Formazione
Gruppo
- Chester Bennington – voce
- Rob Bourdon – batteria
- Brad Delson – chitarra
- Phoenix – basso
- Joe Hahn – campionatore
- Mike Shinoda – tastiera, sintetizzatore, cori

Produzione
- Mike Shinoda – produzione, ingegneria, missaggio aggiuntivo
- Ethan Mates – ingegneria, missaggio aggiuntivo
- Josh Newell – assistenza ingegneria
- Dave Shardy – missaggio
- Ryan Castle – ingegneria al missaggio
- Kiki Cholewka – assistenza tecnica
- Brian "Big Grass" Gardner – mastering

## Successo commerciale
Negli Stati Uniti d'America New Divide ha debuttato alla sesta posizione nella classifica statunitense dei singoli, la posizione più alta dalla data di debutto e il loro picco più alto in classifica dai tempi di In the End. Il singolo è sceso bruscamente alla numero 39 la settimana dopo l'uscita, per poi ritornare nella Top 10 alla nona posizione, in seguito alla prima mondiale del film. New Divide ha conquistato la prima posizione nelle classifiche di Billboard Mainstream Rock Airplay e Alternative Airplay, nella quale il gruppo è riuscito a piazzare un singolo nella prima posizione per l'ottava volta. Il singolo ha debuttato inoltre alla terza posizione nella classifica canadese dei singoli e alla decima posizione in quella australiana. New Divide è il singolo dei Linkin Park che ha riscosso maggior successo in classifica in Australia, arrivando in terza posizione nella classifica Aria sulla Top 50 Singles Chart. Essa ha inoltre raggiunto la seconda posizione nella classifica neozelandese.
La canzone ha debuttato inoltre al numero 20 nella classifica britannica dei singoli, per poi salire al numero 19. La canzone ha raggiunto anche la prima posizione nella Official Rock & Metal Chart. New Divide ha avuto successo in tutto il mondo, raggiungendo le prime venti posizioni in Finlandia, Germania, Italia e Turchia.

## Classifiche

### Classifiche settimanali
| Classifica (2009)                | Posizione massima |
| -------------------------------- | ----------------- |
| Australia                        | 3                 |
| Austria                          | 2                 |
| Belgio (Fiandre)                 | 1                 |
| Canada                           | 32                |
| Finlandia                        | 3                 |
| Germania                         | 4                 |
| Italia                           | 19                |
| Lussemburgo                      | 10                |
| Nuova Zelanda                    | 2                 |
| Paesi Bassi                      | 68                |
| Regno Unito                      | 19                |
| Regno Unito (rock & metal)       | 1                 |
| Repubblica Ceca                  | 1                 |
| Stati Uniti                      | 6                 |
| Stati Uniti (adult top 40)       | 21                |
| Stati Uniti (alternative)        | 1                 |
| Stati Uniti (mainstream rock)    | 1                 |
| Stati Uniti (rock & alternative) | 1                 |
| Svezia                           | 13                |
| Svizzera                         | 7                 |

### Classifiche di fine anno
| Classifica (2009) | Posizione |
| ----------------- | --------- |
| Australia         | 29        |
| Germania          | 33        |
| Nuova Zelanda     | 23        |
| Regno Unito       | 145       |
| Stati Uniti       | 61        |